# 29837 Savage
29837 Savage (1999 FP5) là một tiểu hành tinh vành đai chính được phát hiện ngày 21 tháng 3 năm 1999 bởi P. G. Comba ở Prescott.